# The Forest (película de 1982)
The Forest (En español El Bosque) es una película estadounidense del género de terror y de slasher del año 1982, escrita, dirigida, producida y editada por Donald M. Jones y protagonizada por Gary Kent, Tomi Barrett y John Batis. La película se rodó en el Parque nacional de las Secuoyas en California en 1981. 

## Argumento
Dos excursionistas estadounidenses, Steve (Dean Russell) y Charlie (John Batis), se adentran en un bosque de California, junto con sus novias, Sharon (Tomi Barrett) y Teddi (Ann Wilkinson). Sin embargo, John (Gary Kent), un leñador caníbal, está al acecho en el bosque poniendo a estos cuatro amigos en riesgo de una horrenda muerte.

## Reparto
- Dean Russell como Steve.

- Gary Kent como John.

- Tomi Barrett como Sharon.

- John Batis como Charlie.

- Ann Wilkinson como Teddi.

- Jeanette Kelly como Madre.

- Corky Pigeon como John Jr.

- Becki Burke como Jennifer.

- De Tony Gee como el fontanero.

- Stafford Morgan como hombre.

- Marilyn Anderson como la Mujer.

- Jean Clark como el Mecánico.

- Donald M. Jones como el Guardabosques.

## Lanzamiento
La película se estrenó en los cines en Estados Unidos. También corrió bajo el título Terror en el bosque, lanzado en 1982 por Fury Films Ltds. 
Fue lanzado como un vídeo en los años 1980 y 1990 por Prism Entertainment y Starmaker vídeo. 
En 2006, Code Red lanzó la película en DVD con una transferencia anamórfica widescreen, una galería de imágenes fijas, y comentarios del director Donald. M. Jones y Gary Kent. 
Como parte de su línea de Explotación Cine, Code Red ha vuelto a publicar la película en 2009 como un programa doble con No vayas en el bosque. Esta versión no incluye la galería de comentarios o imágenes fijas, pero conservó la transferencia de pantalla ancha. 

## Recepción
La película recibió una tibia acogida por parte de los críticos de cine. 
Aunque el revisor DVD Ian Jane elogió la capacidad de actuación de Gary Kent, este escribió un comentario negativo de la película diciendo que, "el bosque es claramente inferior y una basura en distintos niveles, incluso para los estándares muchas veces muy bajos del slasher y realmente no tiene mucho de lo que disfrutar, aparte de unos pocos momentos de humor involuntario ". 
El Revisor de Oh-La-Horror.com Brett Gallman elogió la fotografía de la película, pero escribió una reseña negativa llamándolo, "... un lío incoherente de una película. Casi no hay valor redentor de la película, ya que la actuación es terrible , la música es genérica, y la dirección es mediocre ". 
El Revisor de Retro Slashers.net Daniel Perry escribió una crítica positiva de la película diciendo que, "el bosque es en realidad una pequeña película bastante agradable. Usted puede verla para una buena risa y también sabes que la propia historia es muy, muy original. Don Jones tiene una "A" por el esfuerzo en esto ".